# Caspar Memering
Caspar Memering est un footballeur allemand né le 1er juin 1953 à Bockhorst, en Basse-Saxe.

## Carrière
- 1971-1982 : Hambourg SV  Allemagne
- 1982-1984 : Girondins de Bordeaux  France
- 1984-1986 : Schalke 04  Allemagne

## Palmarès

### En club
- Vainqueur de la Coupe d'Europe des Vainqueurs de Coupe en 1977 avec le Hambourg SV
- Champion de Bundesliga en 1979 et en 1982 avec le Hambourg SV
- Champion de France en 1984 avec les Girondins de Bordeaux
- Vainqueur de la Coupe d'Allemagne en 1976 avec le Hambourg SV
- Finaliste de la Coupe d'Europe des Clubs Champions en 1980 avec le Hambourg SV
- Finaliste de la Supercoupe d'Europe en 1977 avec le Hambourg SV
- Finaliste de la Coupe de l'UEFA en 1982 avec le Hambourg SV
- Vice-champion de Bundesliga : 1976, 1980, 1981 (Hambourg SV)
- Vice-champion de France en 1983 avec les Girondins de Bordeaux

### En équipe de RF Allemagne
- Champion d'Europe des Nations en 1980
- Vainqueur du Championnat d'Europe des Nations en 1980